# Алекс Руссо
Олександра (Алекс) Лайнус (уроджена Руссо; англ. Alexandra Alex Linus) — вигаданий персонаж телесеріалу Загублені. Її роль виконала актриса Таня Реймонд.
Алекс народилася за 16 років до катастрофи рейсу «Oceanic 815», але її забрали «Інакші» у її матері Даніель Руссо. Вона зростала з ними вважаючи, що її мати мертва. Багато разів допомагала пораненим з рейсу 815 і в кінці третього сезону зустрілася зі своєю справжньою матір'ю. Незабаром після цього була застрелена Мартіном Кімі, після того, як її прийомний батько Бенджамін Лайнус не захотів виконувати їх вимоги. Сцена її смерті була високо оцінена критиками, які назвали її «одним з найдраматичніших моментів сезону».

## Біографія

### До катастрофи
Її мати, Даніель Руссо, будучи на сьомому місяці вагітності, і батько Роберт Руссо перебували у французькій науковій експедиції і зазнали корабельної аварії на Острові за 16 років до катастрофи рейсу 815. За словами Руссо, її команда захворіла і їй довелося їх всіх вбити, після чого вона народила Олександру. Через тиждень після цього вона побачила стовп чорного диму. В ту ніч Бенджамін Лайнус і молодий Ітан Ром за наказом Чарльза Відмора повинні були вбити Даніель і її дитину. Замість цього, не бажаючи вбивати невинної дитини, Бен викрав Алекс і видав її за свою доньку, а Даніель зберіг життя.
Стосунки з батьком, Бенджаміном були погані через її романтичні стосунки з Карлом. За словами Бена, він боїться, що Алекс завагітніє і загине, так як вагітні не виживають на Острові.

### Після катастрофи
16 років Алекс зустрічає вагітну Клер Літтлтон, яку викрав Ітан, щоб забрати її дитину. Вона попереджає її, що вони вб'ють її як тільки отримають її дитину. Вона допомагає Клер втекти і повернутися в безпечне місце. (Декретна відпустка) Алекс бере участь у полоні Майкла. Том кричить їй, щоб вона привела до нього Кейт, але вона вмовляє це зробити іншого, а коли він йде вона запитує у Майкла про стан Клер, але він не відповідає. (Три хвилини) Алекс була на причалі коли Майкл привів Джека, Кейт, Соєра і Герлі в пастку Інакших. (Живемо разом, вмираємо по одинці) На каменеломні Алекс таємно говорить з Кейт. Вона запитує не сидить з ними в клітках хлопець на ім'я Карл. Кейт говорить, що такого немає. Алекс говорить, що на ній її сукня і каже залишити її собі і тікає. (Скляна балерина) На наступний день Алекс вривається на каменеломню і звинувачує Денні у вбивстві Карла, але її хапають і відводять. Вона встигає крикнути Кейт, щоб вона не вірила їм. (Я згодна). Коли Соєр і Кейт за допомогою Джека збігають з клітки Алекс допомагає їм. Вони ховаються в її укритті, а після вона пропонує їм угоду: вона дасть їм човен якщо вони допоможуть звільнити її хлопця Карла. Вони згодні і всі вони проникають в кімнату і звільняють Карла після чого тікають до берега. Там їх наздоганяє Піккет, але Джульєт його вбиває і переконує Алекс залишитися. Вона прощається з Карлом і вони відпливають. (Не в Портленді).

## Смерть
Після того як Мартін вбиває Даніель та Карла, Алекс здається йому в полон. Коли він наказує їй відключити огорожу вона вводить код небезпеки, тим самим повідомивши про це всім, хто знаходиться в бараках Інакших. Наступного дня Джон, Г'юго та Соєр чують якесь попередження з телефону. Вони йдуть до Бена, а той говорить, що потрібно негайно окопатися в домі, бо сюди йдуть люди Відмора. З'являється загін Мартіна Кімі в якого в полоні знаходиться дочка Бена — Алекс. Кімі говорить, що якщо Бен не вийде через 10 секунд, то він застрелить її. Бен намагається його обманути говорячи, що це не його дочка, але Кімі не вірить і стріляє. Після Бен викликає димового монстра і той починає вбивати солдатів Відмора.

## Створення персонажа
При першому кастингу на цю роль Тані Реймонд сказали, що її персонажа будуть кликати Джессіка. Більш того, Джессіка повинна була з'явитися як одна з тих, що уціліли в серії «Декретна відпустка». Акторам на пробах часто давали неправдиві фрагменти сценаріїв з відмінними від підсумкових іменами для запобігання витоків і спойлерів. При першій появі Реймонд була вказана в титрах як «молода дівчина», щоб завчасно розкривати подальші появи Алекс.
Мира Фурлан, яка зіграла її мати Даніель Руссо, зустрілася з Реймонд всього за кілька хвилин до зйомок сцени їх возз'єднання в фіналі третього сезону. Актори вважали, що ця сцена повинна була стати «важливим моментом» для їх персонажів, Фурлан описала її як основу їх людської сутності. Також вона позитивно відгукнулася про Реймонд, назвавши її чудовим партнером і відзначивши їх фізичну схожість.

## Критика
Джефф Дженсен з Entertainment Weekly" описав сцену загибелі Алекс як «хардкорну» зазначивши, що вона буде знаходитися дуже високо в списку всіх поворотних моментів в історії «Загублених» до кінця серіалу.
Перед прем'єрою фіналу четвертого сезону Дженсен поставив цей епізод на друге місце серед кращих моментів сезону
Кріс Каработт з IGN також визнав цю сцену однією з найголовніших у всьому серіалі «феноменальних зйомок, монтажу та акторської гри».
Оскар Даль описав її як сцену «з ідеальним темпом подій… величезним шоком… і одним з кращих прикладів акторської гри, яку ви коли-небудь бачили», поставивши на п'яте місце серед кращих моментів сезону. Оглядач сайту TMZ високо оцінила сцену страти Алекс, поставивши їй оцінку «A+».